# Kymco

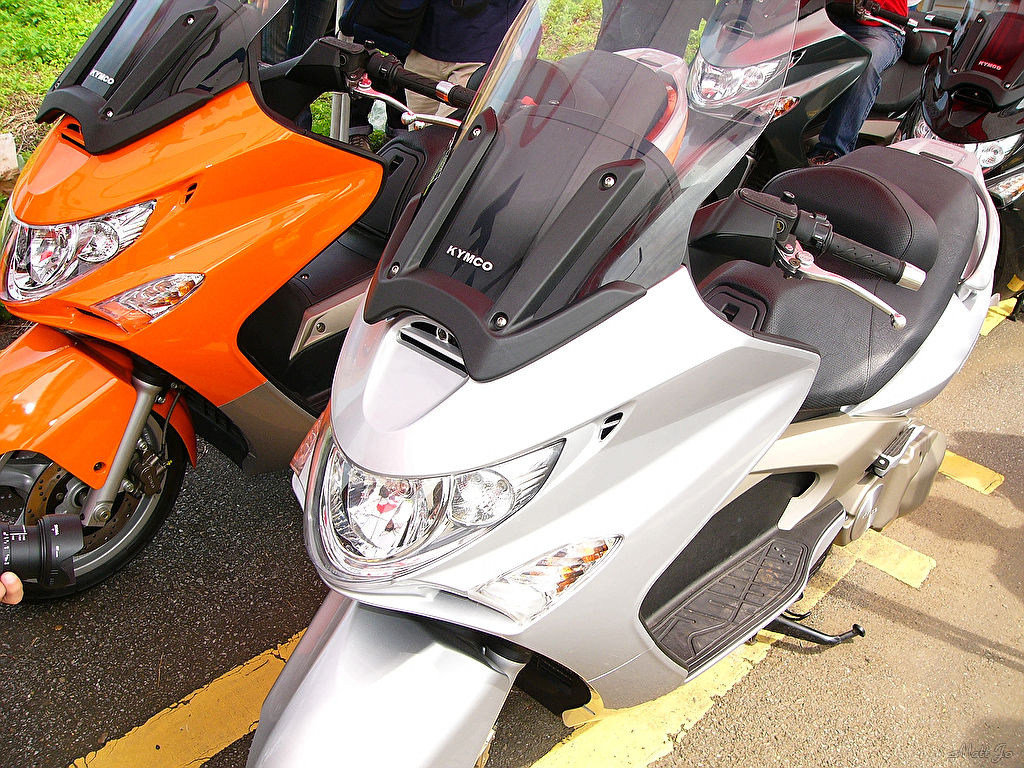
Scooters Kymco Xciting.

Kymco ou Kwang Yang Motor Co, Ltd (chinois : 光陽工業 ; pinyin : Guāng Yáng Gōng Yè) est un fabricant taïwanais de scooters, motos, quads et SSV pour le marché mondial. En Europe, ses modèles phares sont les scooters AK 550, Agility, K-XCT, X-Town, Downtown et Xciting, ainsi que la moto légère CK1 125. Kymco est très présent dans le secteur de la livraison en raison du caractère fiable, économique et du niveau de sécurité de ses scooters. En France, le fabricant équipe notamment La Poste et Domino's Pizza.
Kymco a été créée en 1963 après sa séparation de Honda, pour qui l'entreprise fabriquait à l'origine des pièces. Elle fabriqua son premier scooter en 1970 et entame une mutation profonde de sa recherche et développement en 1978. Ses scooters sont commercialisés sous le nom de « Kymco » à partir de 1992. Dans les années 2000, Kymco devint le plus grand fabricant de scooters de Taïwan et le cinquième mondial. Le fabricant taïwanais établit alors des partenariats avec d'autres acteurs du secteur. Ainsi, à partir de 2008, Kymco fournit les moteurs de la BMW G 450 X, puis produit les moteurs des maxi-scooters BMW C 600 Sport et 650 GT. Ce partenariat est par la suite étendu au secteur automobile avec le lancement de la BMW i3. Le fabricant est également en collaboration étroite avec Kawasaki dans la conception et la production des scooters J300 et J125 de la marque japonaise.
Le siège social et l'usine principale de Kymco sont situés à Kaohsiung, à Taïwan, avec environ trois mille employés et produisant plus d'un million et demi de véhicules par an. En plus de ses usines taïwanaises, l'entreprise dispose d'unités de production à Jakarta, Shangaï, Petaling Jaya, Changsha et Chengdu.

## Véhicules

### Scooters
- Activ 50/110/125

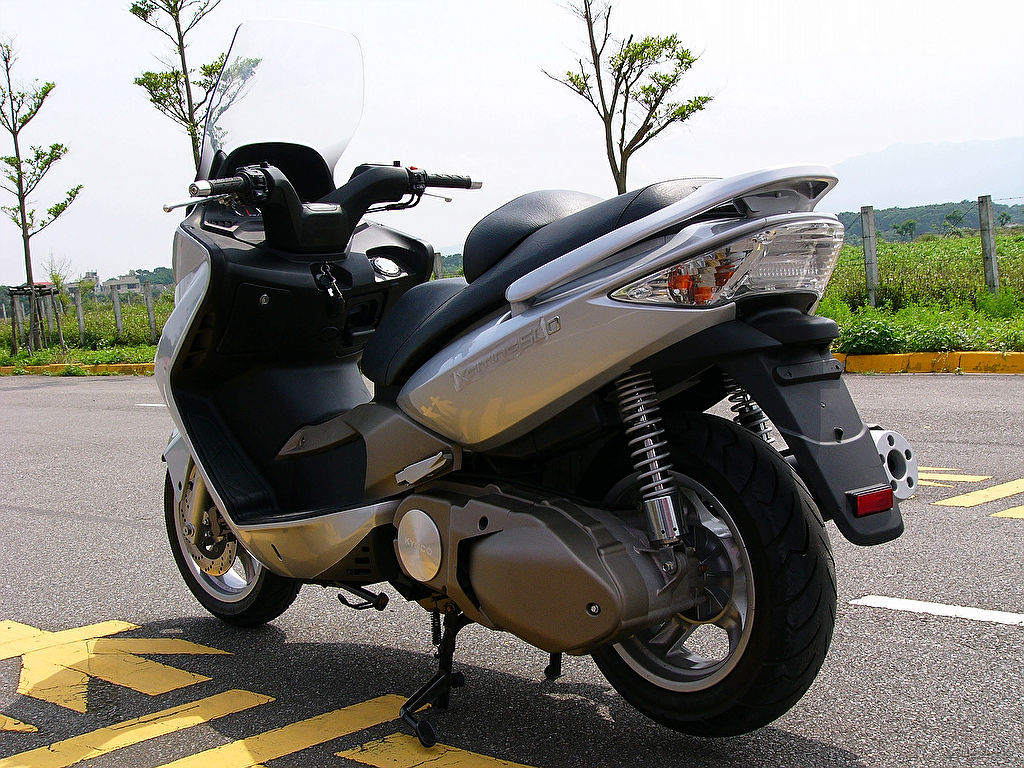
Kymco Xciting 500.

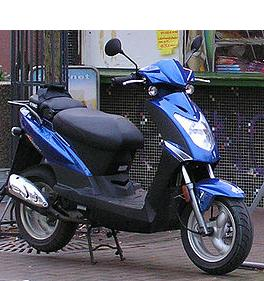
Kymco Agility scooter-2.

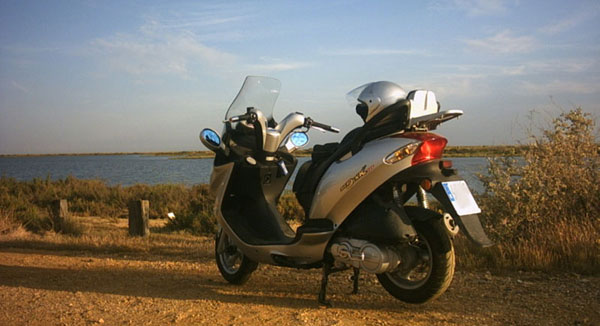
Kymco Grand Dink 125.

- Agility 50/125. (2002-...) L'Agility 50 est très répandu en France, notamment en utilisation professionnelle pour la distribution de courrier en milieu urbain et de nombreuses entreprises nécessitant des deux-roues pour livraisons. Son faible coût d'achat, sa basse consommation, ses pièces détachées bon marché , son large plancher, sa stabilité et son poids relativement conséquent pour sa cylindré (92 kg) en font un scooter économique, robuste et facile de prise en main.
- Agility FR 50 2t(2017-...)
- Agility City A/C 125/150 (2008-2014)
- AK 550 (2017-...)
- Bet & Win 50/125/150/250 (2004-2010)
- Caro 100 4t
- Cherry 50/100
- Cobra Cross 50
- Cobra Racer 50/100
- CV3 550cc (scooter GT trois roues)
- Downtown 125/200/250/300/350 (2009-...)
- Dink/Yager 50/125/150/180/200/250/300 (2007-2018)
- Dink Street 125/300
- DJ 50 S
- Ego 125/150/250
- Espresso 150
- Filly 50/50LX (2005-2007)
- Grand Dink/Grand Vista/Miler 50 2t/125i/300i (1970-...)
- Heroism 50 2t/125/150-豪漢 (1970-...)
- K-XCT 125/300
- Like 50/125
- Movie 50
- Movie XL 125/150
- My-Road 700i (2008-2016)
- People 50
- People S 50
- People 125/150/250
- People S 125/200
- Sento
- Sooner 100
- Super 8 2T
- Super 8 4T
- Super 9
- Super Dink
- Top Boy 50 On/Off Road
- Vitality 50
- Vivio 125
- Xciting 250/300/300 Ri/500/500 Ri/400/400i
- Yager 125
- Yager GT 125/200i
- Yup 50/250
- ZX 50

#### Scooters de livraison

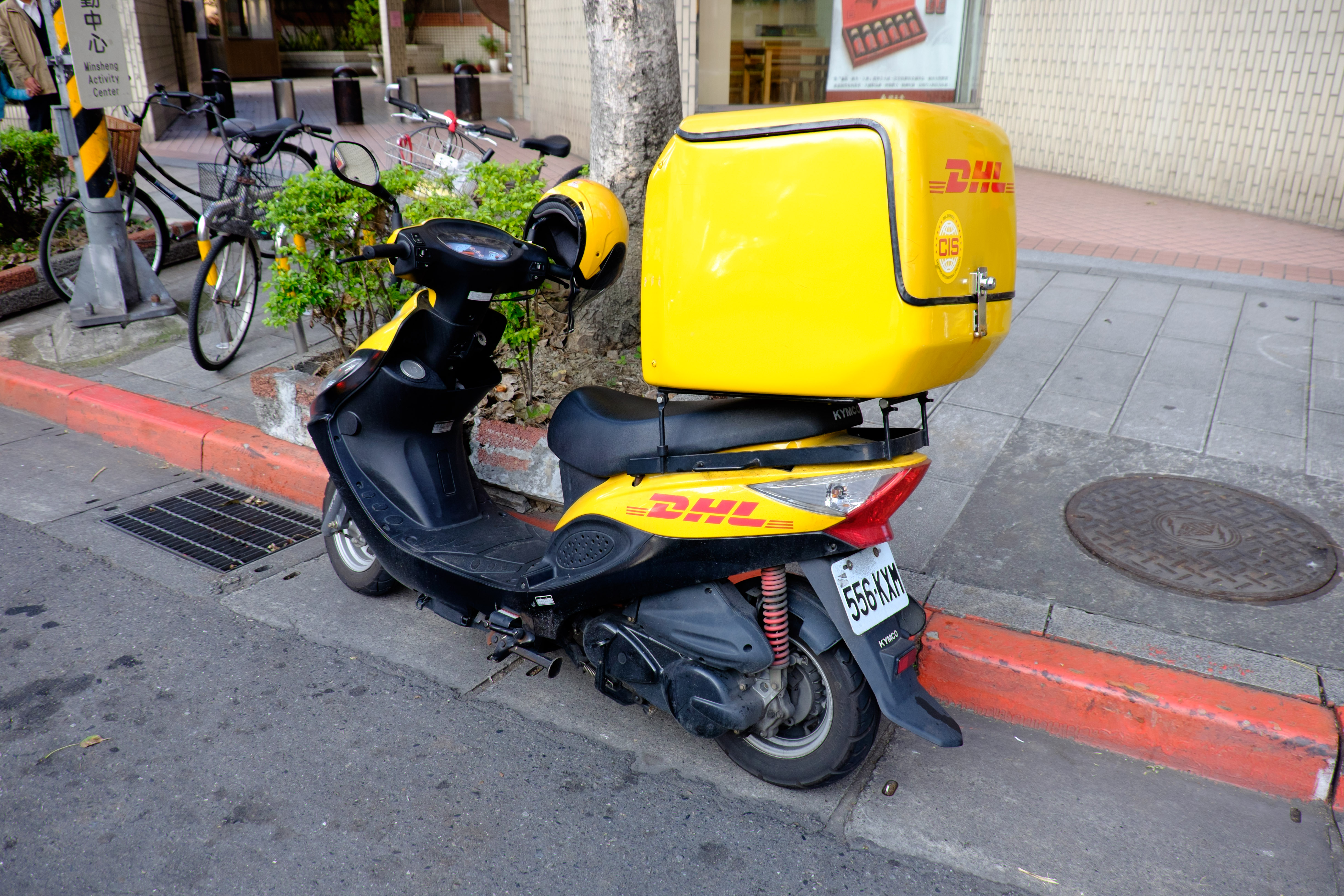
Scooter Kymco de livraison utilisé par DHL.

- Agility 125 Carry
- Carry 50

### Motos

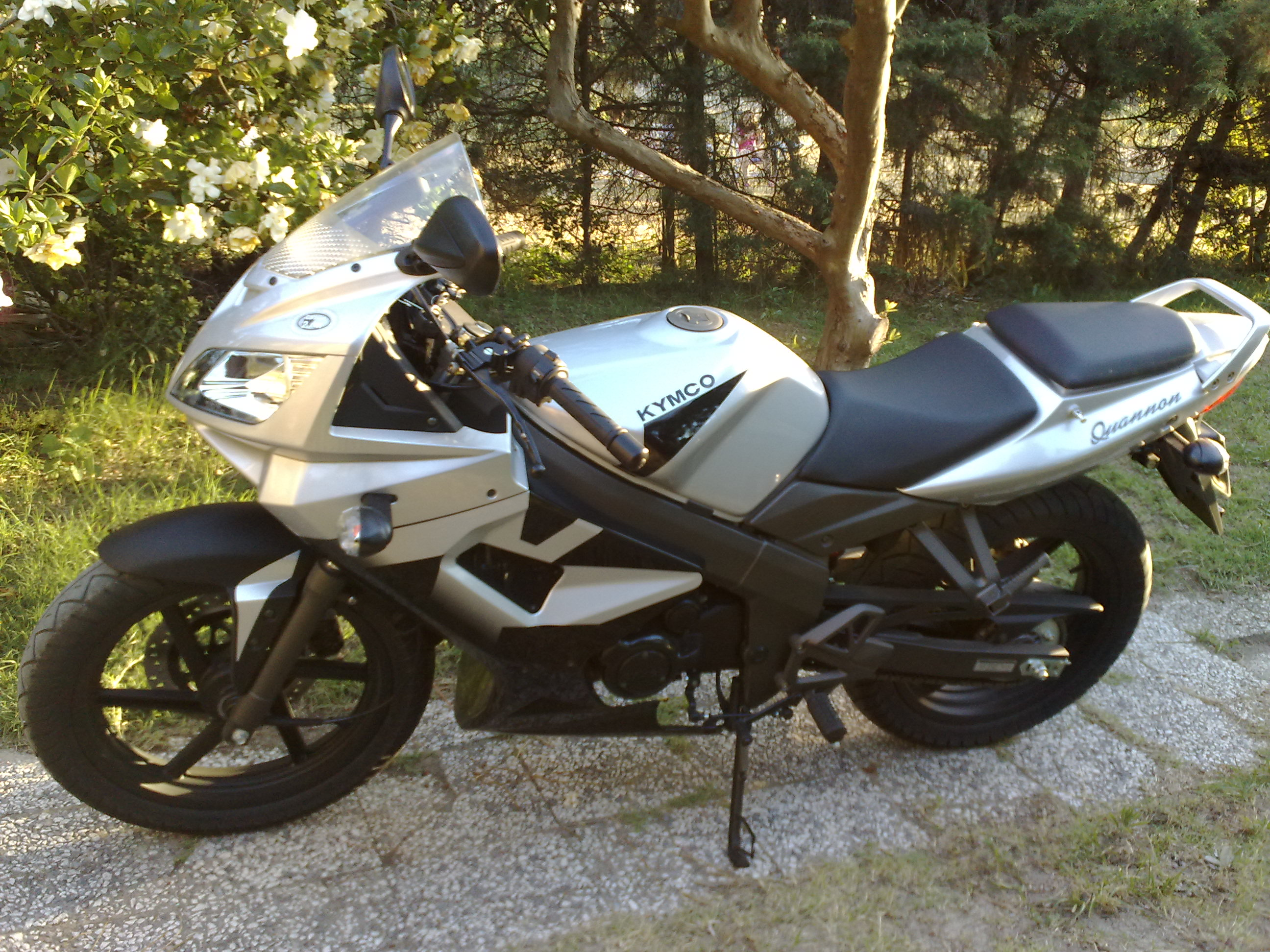
Kymco Quannon.

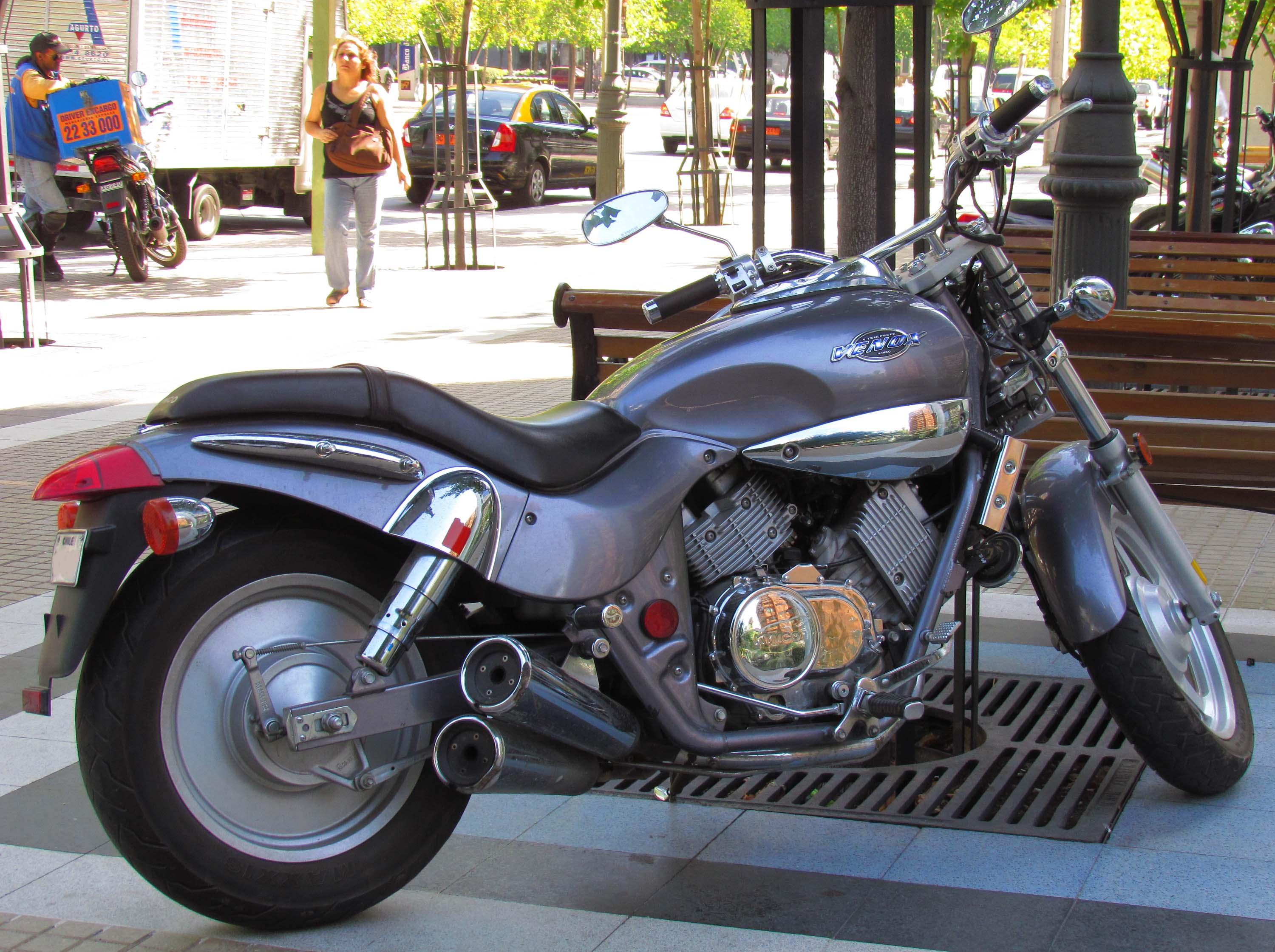
Kymco Venox 250 2008.

- Visar 125
- Activ 110/125
- Cruiser 125
- CK1 125
- Grand King 125/150
- Hipster 125 4V/150
- KTR/KCR 125/150
- K-Pipe 50/125
- Pulsar CK 125/Luxe 125
- Quannon 125/150/150 Fi, Naked 125
- Sector 125
- Spike 125
- Stryker 125/150
- Venox 250
- Zing 125/150
- K-PW 50/125
- K-Pipe 50
- Br-Azy-XPD
- ME-Pipe-BR69

### Quads
- KXR 90/250

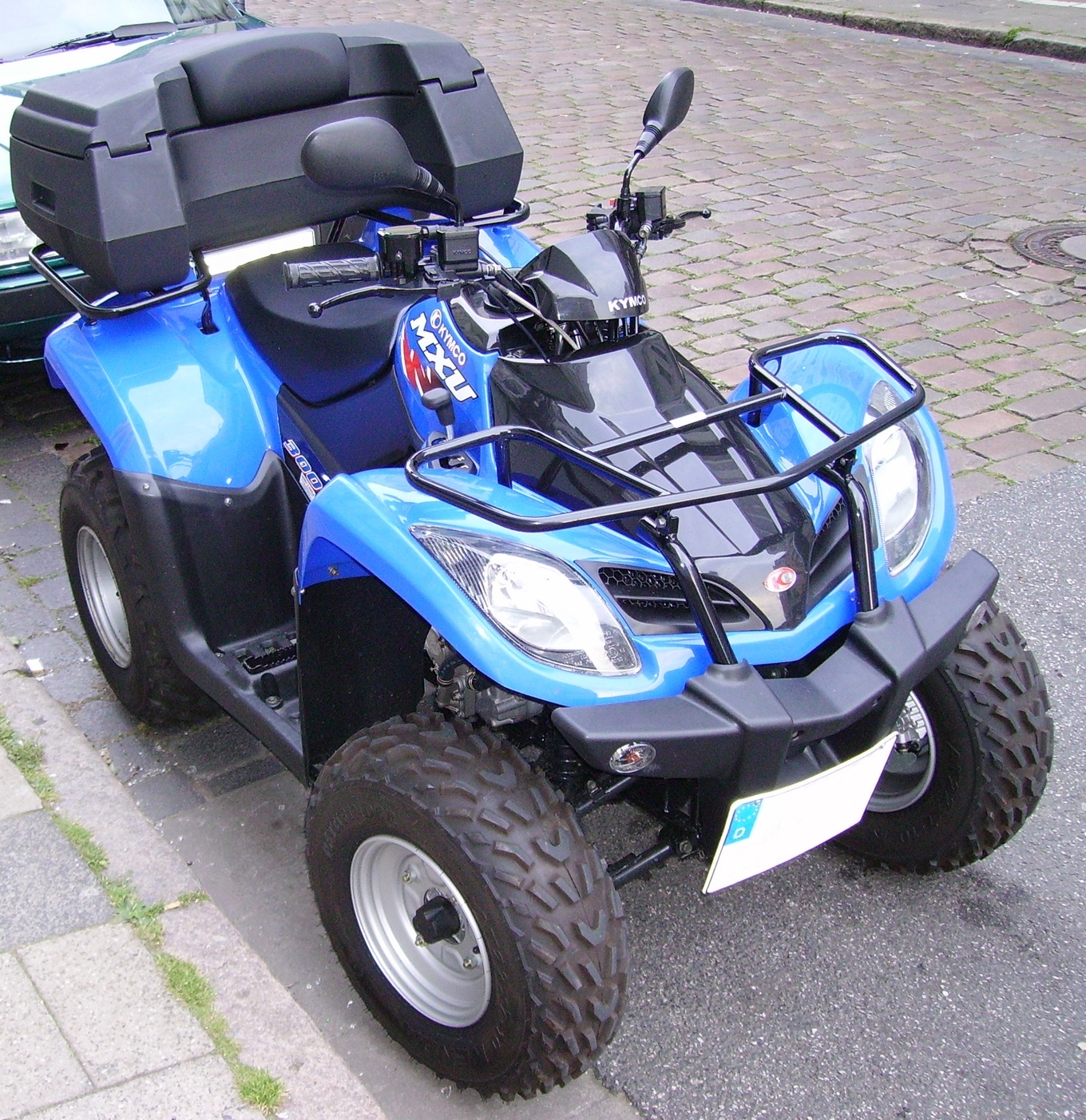
KYMCO MXU 300.

- Maxxer (gamme sportive de 50 à 450 cm3)
- Mongoose KXR 250
- MXer 50/125/150
- MXU 50/150/250/300/400/500/500 IRS/550 IRS/700 IRS ESP (gamme utilitaire)
- UXV 500i

## En France
En France, la marque Kymco est distribuée par Kymco Lux SA, société issue depuis février 2008 d'une coentreprise entre Msa International (importateur de la marque depuis 1996) et le constructeur taïwanais Kymco (Kwang Yang Motor Company).
Kymco a été fournisseur officiel du Grand Prix moto de France en 2014, 2015 et 2016.
En 2023, elle y vend 
2 723 unités et se situe au 14e rang des constructeurs dans ce pays.